# Vivian Dandridge
Vivian Dandridge, (Cleveland, 1921. április 22. – Seattle, 1991. október 26.) amerikai énekesnő, színésznő, táncosnő. Dorothy Dandridge nővére, Ruby Dandridge lánya.

## Pályafutása
Vivian Dandridge leginkább úgy ismert, mint Dorothy Dandridge színésznő, énekesnő nővére, valamint Ruby Dandridge színésznő lánya. 
Szülei röviddel nővére, Dorothy születése előtt elváltak. Ruby Dandridge kezdetben akrobatikus mutatványokat, dalokat és jeleneteket adott elő két lányának. „Csodagyerekekként” emlegette őket. Felismerve lányai potenciális sikerét, Ruby és barátnője, Geneva Williams úgy döntöttek, hogy lányaival turnéra indulnak az Egyesült Államokban. Geneva irányítása alatt fellépésenként 400–500 dollárt kerestek az 1920-as évek végén, turnézva Tennessee-ben, Dél-Karolinában, Georgiában és számos más más államban. Geneva zongorán kísérte a lányokat. Mind Dorothy, mind Vivian szenvedett Geneva gyakori és súlyos dühkitöréseitől. 
Dorothy és Vivian csak a nyolc osztályt jártak rendszeres iskolai órákra. Az 1929-es tőzsdekrach idején felkerültek a munkanélküliek listájára. Ruby Dandridge abba a reménybe kapazkodott, hogy filmes karriert építhet ki magának és lányainak, a családdal Los Angelesbe költözött. Miután Clarence Muse, egy Hollywoodban dolgozó fekete színész azt mondta Rubynak, hogy lányai valószínűleg nem fognak sikert aratni Kaliforniában, beíratotta őket egy Laurette Butler által vezetett tánciskolába.
Nővérével a Dandridge Sisters énekegyüttes egyik tagja volt Etta Jones és Dorothy Dandridge mellett 1934-től az együttes 1940-es feloszlásáig. 1968-ban Vivian lemezszerződést írt alá a Jubilee Recordsszal, és ugyanebben az évben kiadta a „The Look of Love” című dzsessz LP-jét. A borítón Vivian egy kanapén fekszik, és egy pohár brandyt elgondolkodva tart a kezében. Az album nem aratott sikert.
Vivian Dandridge 1940-től az 1960-as évek elejéig kisebb szerepeket játszott filmekben és a televíziókban. Soha nem ért el akkora sikert, mint a húga − és Vivian Dandridge 1970-re eltűnt a nyilvánosság elől. 
1991. október 26-án, 70 éves korában agyvérzés következtében hunyt el.

## Filmek
- Vivian Dandridge az IMDb-n